# Гюгряг
Гюгряг (таб. Гюгьрягъ) — село в Табасаранском районе Республики Дагестан. Входит в состав сельского поселения «Сельсовет Гурикский».

## География
Село расположено в 3 км юго-западнее от районного центра — села Хучни.
Ближайшие сёла: на севере — Гисик, юге — Дагни, на западе — Хархни.

## Население
| 1895 | 1926 | 1939 | 1970 | 1989 | 2002 | 2010 |
| ---- | ---- | ---- | ---- | ---- | ---- | ---- |
| 152  | ↘145 | ↗174 | ↗199 | ↗245 | ↗338 | ↘268 |
| 2021 |      |      |      |      |      |      |
| ↘266 |      |      |      |      |      |      |